# Ophiolophus novarae
Ophiolophus novarae är en ormstjärneart som beskrevs av Marktanner-Turneretscher 1887. Ophiolophus novarae ingår i släktet Ophiolophus och familjen Ophiothrichidae. Inga underarter finns listade i Catalogue of Life.